# Выборы губернатора Владимирской области (2013)
Выборы губернатора Владимирской области состоятлись во Владимирской области 8 сентября 2013 года в единый день голосования. Одновременно в области состоялись и выборы депутатов Законодательного собрания Владимирской области. Также выборы губернаторов прошли ещё в семи субъектах Российской Федерации.
На 1 января 2013 года во Владимирской области было зарегистрировано 1 195 977 избирателей (в 2012 — 1 202 345).

## Предшествующие события
Последние шестнадцать лет Владимирскую область возглавлял коммунист Николай Виноградов. В связи с его партийной принадлежностью периодически возникали слухи о его возможной отставке. Владимирская область находилась в числе регионов, в которых была вероятность апробации сценарии замены губернатора перед выборами. Это и произошло 24 марта 2013 года, когда срок полномочий Виноградова истёк и временно исполняющим обязанности губернатора была назначена сенатор Светлана Орлова. Таким образом, КПРФ потеряла единственный условно закрепленный за партией регион.

## Кандидаты
Кандидатов на выборах губернатора Владимирской области выдвинули 9 партий. Зарегистрировано было 7 кандидатов.
| Кандидат           | Должность (на момент выдвижения) | Партия                   | Статус                                                                     |
| ------------------ | --- | ------------------------ | -------------------------------------------------------------------------- |
| Борис Анчугин      | пенсионер | КПСС                     | зарегистрирован                                                            |
| Анатолий Бобров    | первый секретарь Владимирского обкома КПРФ, вице-спикер Заксобрания Владимирской области                                                                  | КПРФ                     | зарегистрирован                                                            |
| Вячеслав Картухин  | директор Юридического института Владимирского государственного университета, председатель владимирского регионального отделения Ассоциации юристов России | Гражданская позиция      | зарегистрирован                                                            |
| Аркадий Колесников | адвокат коллегии адвокатов города Москвы «Межтерриториальная»                                                                                             | Правое дело              | зарегистрирован                                                            |
| Светлана Орлова    | вр. и. о. губернатора Владимирской области | Единая Россия            | зарегистрирован                                                            |
| Валерий Сафонов    | директор муниципального автономного учреждения Вяткинского сельского поселения «Вяткинская служба заказчика»                                              | Партия за справедливость | Кандидат не подал заявку на регистрацию                                    |
| Владимир Сипягин   | координатор Владимирского регионального отделения ЛДПР | ЛДПР                     | зарегистрирован                                                            |
| Александр Филиппов | генеральный директор ООО УК «МРГ-Инвест» | Гражданская платформа    | отказано в регистрации, так как кандидат не преодолел муниципальный фильтр |
| Игорь Шубников     | | Патриоты России          | зарегистрирован                                                            |

Партия «Справедливая Россия» отказалась от выдвижения своего кандидата, которым мог стать депутат Госдумы 6 созыва Антон Беляков, имеющий неплохой рейтинг в регионе. Решение было принято в связи с договорённостью с партией Единая Россия, которая в обмен согласилась поддержать на губернаторских выборах в Забайкальском крае справедливоросса Константина Ильковского и не выдвигать своих кандидатов.

## Результаты выборов
После подсчета 100 % бюллетеней избирательная комиссия Владимирской области огласила следующие результаты. В выборах в приняли участие 339 121 человек, таким образом явка избирателей составила 28,52 %. Комментируя низкую явку, председатель избирательной комиссии Вадим Минаев заявил, что в 2009 году на выборах депутатов заксобрания Владимирской области пятого созыва этот показатель был ещё ниже.
| Явка избирателей                                      | Явка избирателей                                      | Явка избирателей | Явка избирателей |
| ----------------------------------------------------- | ----------------------------------------------------- | ---------------- | ---------------- |
| Число избирателей, включённых в список избирателей    | Число избирателей, включённых в список избирателей    | 1 189 006        | 100 %            |
| Из них приняли участие в выборах (выдано бюллетеней)  | Из них приняли участие в выборах (выдано бюллетеней)  | 339 121          | 28,52 %          |
| Процент испорченных бюллетеней                        |                                                       |                  |                  |
| Приняли участие в голосовании (возвращёно бюллетеней) | Приняли участие в голосовании (возвращёно бюллетеней) | 338 992          | 100 %            |
| Из них действительных бюллетеней                      | Из них действительных бюллетеней                      | 329 054          | 97,07 %          |
| Из них недействительных бюллетеней                    | Из них недействительных бюллетеней                    | 9938             | 2,93 %           |
| Распределение голосов:                                |                                                       |                  |                  |
| 1.                                                    | Светлана Орлова                                       | 253 343          | 74,73 %          |
| 2.                                                    | Анатолий Бобров                                       | 36 063           | 10,64 %          |
| 3.                                                    | Владимир Сипягин                                      | 13 147           | 3,88 %           |
| 4.                                                    | Вячеслав Картухин                                     | 8419             | 2,48 %           |
| 5.                                                    | Аркадий Колесников                                    | 6644             | 1,96 %           |
| 6.                                                    | Борис Анчугин                                         | 6009             | 1,77 %           |
| 7.                                                    | Игорь Шубников                                        | 5429             | 1,60 %           |
| Число действительных (учтённых) бюллетеней            | Число действительных (учтённых) бюллетеней            | 329 054          | 100 %            |